# Caruaru
Caruaru es un municipio brasileño en el estado de Pernambuco. Situado en la región nordeste del país. Su población estimada en 2024 era de 685.789 habitantes, siendo la ciudad más poblada del interior pernambucano y la tercera en todo el interior nordestino. El municipio se localiza en el oeste de la capital del estado, distando de ésta a 130 km. Ocupa un área de 920,611 km², siendo 16,65 km² en perímetro urbano y los 903,961 km² restantes forman la zona rural.
Caruaru solo tiene solo uno distrito y se lhama de Toritama
Fundada el 18 de mayo de 1857, el municipio comenzó a tomar forma en 1681, cuando el entonces gobernador Aires de Souza de Castro, donó a la familia Rodrigues de Sá un territorio con treinta leguas de extensión, con el objetivo de desarrollar la agricultura y la cría de ganado en la región. Las tierras en esa época formaban parte de la Hacienda Caruru. La hacienda fue abandonada por los propietarios y solo volvió a funcionar en 1776, cuando Jose Rodrigues de Jesus decidió volver allí, después de la muerte de su patriarca. Entonces, levantó una capilla dedicada a Nuestra Señora de la Concepción, siendo por causa de esa construcción que fue creado un pequeño pueblo a su alrededor, originando más tarde una ciudad.
El municipio ejerce un importante papel centralizador en el Agreste e interior pernanbucano, concentrando el principal polo médico-hospitalario, académico, cultural y turístico de la región. Posee la mayor Fiesta Junina del mundo, según el registro del Guinness World Records, y es internacionalmente conocida por sus fiestas.
También abriga la Feira de Caruaru, conocida por ser una de las mayores ferias al aire libre del mundo y por haber sido convertido en patrimonio inmaterial del país por el Instituto de Patrimonio Histórico y Artístico Nacional (IPHAN). Su artesanía con barro se hizo mundialmente famoso por las manos de Vitalino Pereira dos Santos, o Mestre Vitalino, que representó a Pernambuco en la exposición de Arte Primitiva y Moderna Brasileña en el año 1955, en Neuchatel, Suiza, y cuyas obras pueden ser contempladas en el Museo del Louvre, en París, y en su antigua residencia en Alto do Moura, barrio caruaruense. Los seguidores del Mestre Vitalino hicieron de Caruaru el mayor centro de arte figurativa de las Américas según la UNESCO.
Caruaru tiene Cuatro Ciudades hermanas:
Caranavi, en Bolivia.
Belgrado, en Serbia.
Reikiavik, en Islandia.
Zapopan, en México.

## Historia
Debido a su posición geográfica favorable, en el corazón del Agreste, es un lugar de pasaje obligatorio del transporte de ganado del Sertão para el litoral, rápidamente se establecieron diversas propiedades para el cultivo de pasto. Los dueños de las tierras donde hoy se sitúa el municipio, eran los "Nunes dos Bezerros", así se denominaban en virtud de la corta distancia entre la hacienda y la parroquia de Bezerros. Los Nunes habían adoptado una pareja de huérfanos. El varón se llamaba Jose Rodrigues de Jesus, quien, por problemas con la familia, tomó posesión de las tierras que le correspondían por herencia, al este y al sudeste de la hacienda de los Nunes. Con veinte años se convirtió en un señor poderoso. Residía con su mujer, Maria do Rosario de Jesus, en una vivienda, la Casa Grande, en el lugar llamado Caruaru. Con licencia del Obispo de Olinda, en 1781, construyó la capilla de Nuestra Señora de la Concepción, que contribuyó con el surgimiento de una feria semanal y pasó a ser punto de convergencia de nuevos moradores, iniciando así la población de la región. Documentos de 1794 comprueban la existencia de ese poblado con un creciente número de casas, ya conocido con la misma denominación actual.
En 1834, Caruaru figuraba como el séptimo distrito de paz de Bonito, conforme oficio fechado el 8 de noviembre de ese año y enviado por la Cámara de Bonito al Consejo de Gobierno de Pernambuco. La Ley Provincial n.º 133, del 6 de mayo de 1844, creó el distrito de São Caetano da Raposa, anexado al municipio de Caruaru (algunos documentos mencionan esa ley con fecha del día 2 de mayo). En 1846, el misionero frey Euzebio de Sales inició la construcción de la Iglesia Matriz, hoy catedral. Reconstruida dos veces, la última en 1883, la iglesia ganó, en ese año, la campana que aún hoy existe en el lugar, promesa de Francisco Gomes de Miranda Leão que hizo transportar la ofrenda en el lomo de animales, de Tapera a Caruaru, donde la población la recibió con entusiasmo. El 16 de agosto de 1848, la Ley Provincial nº 212 elevó a Caruaru a la categoría de Villa, con territorio desmembrado de Bonito. Esa ley transfirió la sede de su parroquia de São Caetano da Raposa para Nuestra Señora de los Dolores, en Caruaru, para donde también fue trasladada la sede de la comarca de Bonito. El art. tercero de la misma ley, dividió la comarca en dos municipios, comprendiendo el primero las parroquias de Caruaru, Bezerros y Altinho, y el segundo municipio, las ciudades de Bonito y Panelas.
La Cámara fue instalada en el día 16 de septiembre de 1849, según el decreto enviado al presidente de la provincia. Quien la instaló fue el presidente de la Cámara de Bonito, Francisco Xavier de Lima. El primer vicario de la parroquia fue el padre Antonio Jorge Guerra, que la instaló en el día 28 del mismo mes y año. El 18 de mayo de 1857, la Ley Provincial n.º 416 elevó la villa de Caruaru a categoría de ciudad y sede del municipio y el 20 de mayo de 1867, la Ley Provincial n.º 720 creó la comarca de Caruaru.
Caruaru se convirtió en municipio, siendo el segundo del agreste pernambucano, por el proyecto n.º 20 creado por el diputado provincial Francisco de Paula Baptista (1811-1881), defendido en el primer debate el 3 de abril de 1857 y concretándose después de la aprobación sin debate, el 18 de mayo del mismo año, con la firma de la Ley Provincial n.º 416 por el entonces vicepresidente de la provincia de Pernambuco, Joaquim Pires Machado Portela. Con el paso de varias décadas, la ciudad se desarrolló y la antigua Villa de Caruru actualmente es conocida por varios títulos como "Capital do Agreste", "Capital del Forró", "Princesa del Agreste", haciendo analogía al escenario de su importancia política y económica dentro del Estado de Pernambuco.
El desenvolvimiento del municipio tuvo su apogeo a partir de 1896, después de la construcción de la Great Wester, la línea férrea que conecta la ciudad con la capital pernambucana. Por sus raíles era transportada la producción agrícola, además de los productos de su tradicional feria. Iniciada en 2001 por el gobierno pernambucano, la ampliación de la principal autopista que da acceso al municipio, la BR-232, fue crucial para la industrialización de su economía y para el crecimiento del sector de servicios, ya que con la nueva autopista el número de turistas en algunas épocas del año era mayor, teniendo en cuenta que ésta trajo una reducción en el tiempo de viaje y más seguridad. El primer trecho de las obras se iniciaron en el sentido Recife-Caruaru y fueron concluidas en el 2003, cuando se inició el otro tramo, Caruaru-São Caetano.

## Geografía
- Altitud: 554 metros.
- Latitud: 08º 16'  S
- Longitud: 035º 58'  O

### Clima
El clima de la ciudad es el Semiárido. En el verano hace mucho calor, con mínimas entre 15 °C y 22 °C, y máximas entre 30 °C e 35 °C. En el invierno hace frío, con máximas entre 20 °C y 25 °C, y mínimas entre 9 °C y 14 °C.